# 北伯根 (紐約州)
北伯根（英語：North Bergen）是位於美國紐約州傑納西縣的非建制地區。

## 歷史
北伯根的郵局於1833年設立，其後於1908年停運。

## 地理
北伯根所處的海拔為高於海平面189米（即620英呎），而該地所採用的時區為UTC-5，即北美东部时区（EST）。同時該地設有夏令時間，為UTC-5調快一小時，即UTC-4（EDT）。